# Syngonium crassifolium
Syngonium crassifolium là một loài thực vật có hoa trong họ Ráy (Araceae). Loài này được (Engl.) Croat miêu tả khoa học đầu tiên năm 1981 publ. 1982.